# مرجان المخ

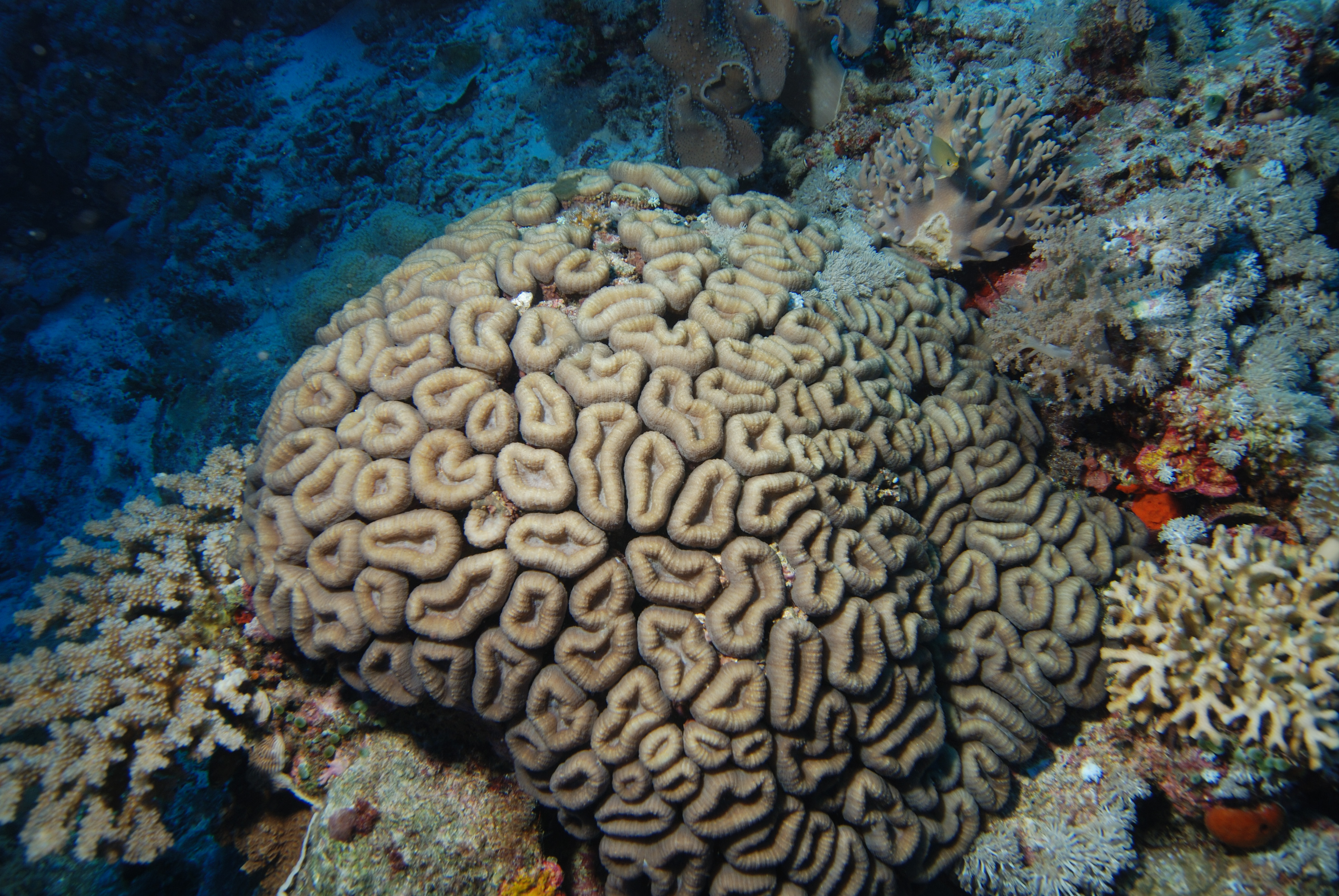
مرجان المخ

مرجان المخ (بالإنجليزية: Brain Coral)‏ هو نوع معروف من المرجان البحري وموجود في مختلف أنواع المياه سواء المياه المالحة أو احواض المياه العذبة.

## خصائصه
- ينمو ببطء شديد.
- ويصل لأحجام ضخمة جدا.
- وقد يموت إذا وقف أحد الغطاسين عليهِ فقد يسبب خدش أو تمزق فيه.

ويعتبر فلتر للشعب المرجانى حيث يعيش عليهِ أسماك ال جوبي.
- غابة أعشاب البحر
- علم الأحياء البحرية
- شعاب مرجانية
- تبييض الشعب المرجانية
- المرجان وسادي الشكل